# Jupiter Records
Jupiter Records ist ein 1973 von Ralph Siegel etabliertes Musiklabel für Schlager und Popmusik.

## Geschichte
Das Label ist eine Weiterführung des von Ralph Maria Siegel gegründeten Musikverlags. Nach Ralph Maria Siegels Tod gründete dessen Sohn Ralph Siegel das Label mit einem neuen Logo. Das Label veröffentlicht überwiegend die von Ralph Siegel betreuten Künstler für den deutschen Markt. Internationale Hits konnte das Label in den 1970er Jahren mit Silver Convention und Penny McLean verbuchen.
Bis 1981 wurden die Aufnahmen von Jupiter Records über Ariola in München vermarktet, danach von Teldec. 1985 übernahm PolyGram die Vermarktung und 1991 kehrte das Label zurück an Ariola, zu dem Zeitpunkt BMG Ariola München GmbH. Ariola wurde 2004 Teil des Sony BMG Music Entertainment, das 2008 aufgelöst wurde und in Sony Music Entertainment überging.

## Künstler (Auswahl)
- Silver Convention
- Penny McLean
- Chris Roberts
- Donna Summer
- Dschinghis Khan
- Angela Wiedl
- Gerhard Polt
- Peter Kraus
- Ramona Wulf
- Nicole
- United Balls
- Trix
- The Hornettes
- Joy Fleming
- Ingrid Peters
- Wind
- Dee D. Jackson
- Roberto Blanco
- Willy Astor
- Andrea Berg
- Laura Pinski